# Wilma Mankiller
Wilma Pearl Mankiller (cherokesiska: ᎠᏥᎳᏍᎩ ᎠᏍᎦᏯᏗᎯ, A-ji-luhsgi Asgaya-dihi), född 18 november 1945 i Tahlequah, Oklahoma, död 6 april 2010 nära Tahlequah, Oklahoma, var en amerikansk, cherokee-aktivist, socialarbetare, samhällsutvecklare och den första kvinnan som valdes till hövding för den Cherokesiska Nationen. 

## Biografi
Wilma Mankiller växte upp på familjens statligt tilldelade mark i Adair County, Oklahoma fram till 11 års ålder. Det var då familjen flyttade till San Francisco som en del av ett federalt program för att urbanisera medlemmar ur den amerikanska ursprungsbefolkningen. Inspirerad av de sociala och politiska rörelserna på 1960-talet, blev Mankiller involverad i ockupationen av Alcatraz och deltog senare i juridiska mark- och kompensationsstrider tillsammans med Pit River Tribe. I början av 1970-talet arbetade hon som socialarbetare med fokus på barns frågor.
I mars 2010 tillkännagav hennes make att Wilma var dödligt sjuk i bukspottkörtelcancer. Den 6 april 2010 avled Mankiller i sitt hem på landsbygden i Adair County, Oklahoma.  Runt 1 200 personer deltog i hennes minnesgudstjänst på Cherokee National Cultural Grounds i Tahlequah den 10 april. Bill och Hillary Clinton samt president Barack Obama höll tal för henne. Mankiller ligger begravd på familjens kyrkogård, Echota Cemetery, i Stilwell. Några dagar efter sin begravning hedrades hon med en kongressresolution från det amerikanska representanthuset. Hon tilldelades postumt Drum Award for Lifetime Achievement av de fem civiliserade nationerna.